# CI del Cigne
CI del Cigne (CI Cygni) és un estel variable en la constel·lació del Cigne. De magnitud aparent màxima +9,90, es localitza entre η Cygni i 15 Cygni. La distància a la qual es troba no és ben coneguda, estimant-se en 2000 parsecs (6520 anys llum). Encara que en el passat la proximitat entre CI Cygni i Cygnus X-1 va portar a pensar que tots dos objectes podien estar associats, actualment aquesta associació ha estat refutada.

## Variabilitat
La variabilitat de CI Cygni va ser descoberta en la dècada de 1900. Presentava un espectre peculiar que combinava dos tipus diferents d'espectre, per la qual cosa inicialment no va poder ser classificada d'acord amb cap dels tipus coneguts de variables. Les primeres observacions van constatar que la lluentor de CI Cygni variava de forma irregular entre magnitud fotogràfica 12 i 13, existint una periodicitat d'aproximadament 900 dies entre mínims successius.
Certes característiques de la corba de llum de CI Cygni, així com peculiaritats del seu espectre van suggerir una semblança amb Z Andromedae, prototip dels estels simbiòtics; aquests són estels binaris les components dels quals, una geganta vermella i un estel compacte, es troben envoltades per una nebulositat. Amb el temps la pròpia CI Cygni va ser també catalogada com a estel simbiòtic.
Avui se sap que a més CI Cygni és una binària eclipsant amb un període de 855,25 dies. Durant l'eclipsi, es produeix una disminució de lluentor de fins a 3,2 magnituds i els índexs B-V i O-B es desplacen cap al vermell, suggerint que és la geganta vermella la que eclipsa a la component més calenta.

## Característiques
CI Cygni és un sistema binari on la component freda és una geganta vermella de tipus espectral M5.5. L'acompanya un objecte molt més dens, que inicialment es va pensar podia ser un estel de la seqüència principal —de 0,5 masses solars— envoltat per un disc d'acreció.> No obstant això, avui es pensa que aquesta acompanyant és una nana blanca. CI Cygni és un dels pocs sistemes binaris simbiòtics en el qual la geganta freda plena o gairebé ompli el seu lòbul de Roche.
Després d'un estat d'inactivitat de 30 anys, CI Cygni va sofrir un «esclat» a l'agost de 2008, quan la seva lluentor en banda B va augmentar 1,9 magnituds. Durant la fase de màxima lluentor, la nana blanca va augmentar la seva grandària fins a ser molt similar a una gegant de tipus F3II/Ib amb un radi 28 vegades més gran que el radi solar, sent la seva temperatura efectiva d'aproximadament 6900 K.